# غودفري غراهام
غودفري غراهام (23 أغسطس 1936 - ) (بالإنجليزية: Godfrey Graham)‏ هو لاعب كريكت أيرلندي.